# 三好義繼

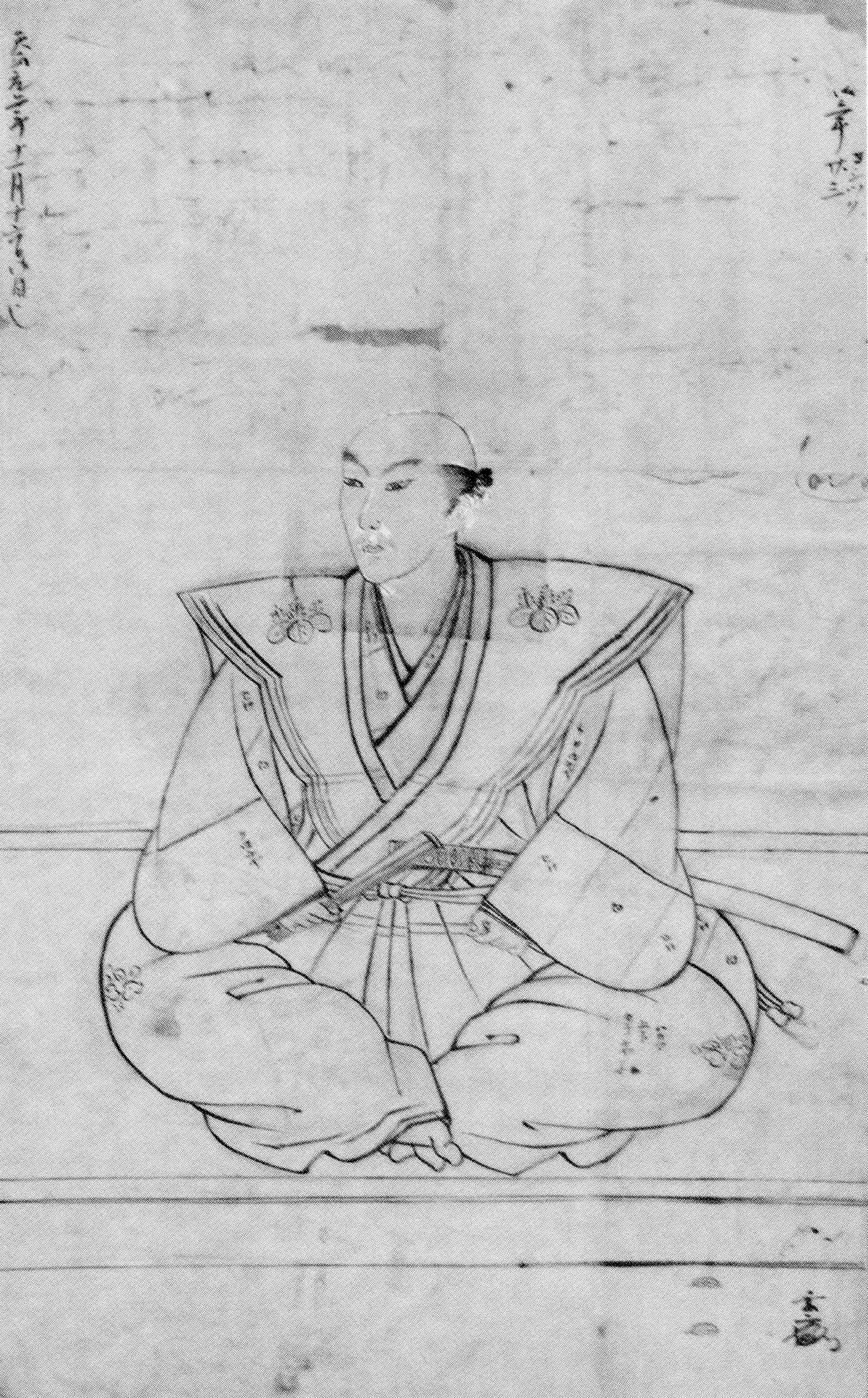
三好義繼像，土佐光吉繪，京都市立藝術大學資料館藏

三好義繼（1551年—1573年12月10日），日本戰國時代河內國大名，三好氏最後一代當主。十河一存的兒子，後來成為三好長慶的養子。幼名熊王丸。

## 經歷
最初的名字是十河重存，但在1561年，一存急病逝世，於是由伯父三好長慶所養育。1563年改姓為三好。翌年，長慶病逝，在三好三人眾（三好長逸、三好政康、岩成友通）擁立下，成為了當主。永祿8年（1565年）從當時的將軍足利義輝中的「義」字改名為三好義重，並因義輝的奏請敘任左京大夫。
不過三好三人眾控制了大權，永祿8年5月18日，在三人眾與松永久通（久秀之子）伴隨下上洛，5月19日突然在二条御所爆發襲擊義輝事件，顯然暗殺足利義輝均由他們負責。事件過後，義重改名為義繼，三人眾與松永久秀的關係開始不和，與松永氏進入敵對狀態，但三好義繼也對三好三人眾盡攬大權不滿，於永祿10年投奔松永久秀方。1568年織田信長擁護足利義昭上洛時，三好義繼跟松永久秀降服織田家，三好義繼獲得河內國北半部及若江城的安堵，並曾於永祿12年參與救援足利義昭（本圀寺之變）等戰役，1569年在織田信長仲介下，與足利義昭之妹結婚。之後以信長家臣身分，與三人眾等畿内反信長勢力作戰（野田城、福島城之戰）。
三好義繼於元龜2年（1571年）叛變並加入了信長包圍網，對抗織田信長，但在1572年聯合松永久秀與筒井順慶在辰市城交戰時卻大敗，經由佐久間信盛、明智光秀說服與織田信長和解，1573年時三好義繼再次向織田家掀起反旗在河内、攝津地區擊敗了細川昭元及畠山昭高。不過元龜4年武田信玄病逝後，信長隨即攻擊山城國，室町幕府滅亡，義昭流亡到三好義繼的若江城，但在天正元年11月，信長派遣部下佐久間信盛進攻若江城，重臣若江三人眾（池田丹後守教正、多羅尾右近、野間左橘兵衛長前）倒戈，三好義繼殺死妻子後，與來襲的敵人作戰，最後以十文字切腹自盡，享年25歲（若江城之戰）。